# هوبير براي
هوبير براي (بالإنجليزية: Hubert Bray)‏ هو فيزيائي نظري ورياضياتي وفيزيائي أمريكي، ولد في القرن العشرين.